# Thanachai Nathanakool
Thanachai Nathanakool (thailändisch ธนชัย นาถธนกุล; * 19. Januar 2003), auch als Four bekannt, ist ein thailändischer Fußballspieler.

## Karriere
Thanachai Nathanakool stand die Saison 2022/23 beim Drittligisten Banbueng FC. Mit dem Verein aus Chonburi spielte er 15-mal in der Eastern Region der Liga. Im August 2023 unterschrieb er einen Vertrag beim Erstligisten Chonburi FC. Mitte Dezember 2023 wechselte er auf Leihbasis zum Drittligisten Chachoengsao Hi-Tek FC. Mit dem Verein aus Chachoengsao spielte er neunmal in Eastern Region der Liga. Nach der Ausleihe kehrte er im Juni 2024 nach Chonburi zurück. Drei Tage später wurde er vom Zweitligisten Samut Prakan City FC ausgeliehen. Sein Zweitligadebüt gab Nathanakool am 18. August 2024 (2. Spieltag) im Heimspiel gegen den Erstligaabsteiger Trat FC. Bei dem 3:2-Erfolg wurde er in der 77. Minute für Phitchanon Chanluang eingewechselt. Nach zehn Ligaspielen wechselte er im Januar 2025 zum ebenfalls in der zweiten Liga spielenden Chanthaburi FC. Für den Zweitligisten aus Chanthaburi bestritt er ein Ligaspiele. Nach der Ausleihe kehrte er nach Chonburi zurück. Hier wurde sein Vertrag jedoch nicht verlängert. Im Juli 2025 unterschrieb er einen Vertrag beim Zweitligisten Nakhon Si United FC.